# Лубенская одеяльно-войлочная фабрика
Лубенская одеяльно-войлочная фабрика (укр. Лубенська ковдряно-повстяна фабрика) — промышленное предприятие в городе Лубны Полтавской области.
Является единственным предприятием на территории Украины, способным производить технический войлок.

## История
Предприятие было создано в 1915 году, но пострадало во время гражданской войны.
В конце января 1920 года предприятие было передано в ведение Лубенского уездного совета народного хозяйства и началось восстановление производства.
Плановые показатели первого пятилетнего плана развития народного хозяйства СССР войлочная фабрика выполнила с опережением, менее чем за четыре года.
В 1936 году войлочная фабрика входила в число крупнейших промышленных предприятий города, общая численность рабочих и сотрудников составляла 192 человека.
В ходе Великой Отечественной войны фабрика прекратила производственную деятельность, но в 1945 году была восстановлена и возобновила работу.
В послевоенное время фабрика была расширена, увеличив объемы и ассортимент выпускаемой продукции. В 1950е - 1980е годы фабрика оставалась в числе ведущих предприятий города.
Кроме того, в райцентре Кобеляки был открыт филиал Лубенской одеяльно-войлочной фабрики.
В июне 1988 года Совет министров УССР утвердил план технического перевооружения предприятий лёгкой промышленности УССР, в соответствии с которым в 1992 - 1994 гг. предусматривалось проведение реконструкции войлочного производства Лубенской одеяльно-войлочной фабрики с увеличением производственных мощностей до 1,9 тыс. тонн войлока. Общий объём капитальных вложений должен был составить 3,9 млн. рублей, но эта программа не была реализована.
После провозглашения независимости Украины фабрика была реорганизована в общество с ограниченной ответственностью, собственником предприятия стала фирма "Валтекс".
К началу 2000х годов фабрика стала единственным предприятием на территории Украины, способным производить войлок и войлочные изделия. Кроме того, предприятие изготавливало шерстяные, жаккардовые и стёганые одеяла, а также валенки.
Начавшийся в 2008 году экономический кризис осложнил положение фабрики, возникли проблемы с поставками основного сырья (шерсти), но к 2010 году последствия кризиса были преодолены. В 2011 году производственные мощности предприятия составляли 140 тонн войлока и войлочных изделий в год (хотя объемы производства в первом квартале 2011 года варьировались в пределах 10-12 тонн в месяц).
По состоянию на начало 2011 года, фабрика входила в число ведущих промышленных предприятий города, её специализацией являлось производство войлока и войлочных изделий.
После начала боевых действий на востоке Украины в 2014 году фабрика была привлечена к выполнению военного заказа - к июлю 2015 года 30% выпускаемой продукции шло на предприятия военной промышленности для производства и ремонта военной техники (технический войлок используется для изготовления сальников, прокладок и амортизаторов в автомашинах, авиатехнике и тракторах). Кроме того, во втором полугодии 2015 года фабрика начала изготовление обуви для Национальной гвардии Украины.

## Современное состояние
Фабрика включает в себя административный корпус и три производственных участка (подготовительный, чесальный и валяльный), также на заводской территории находятся электроцех, котельная, склады сырья и готовой продукции, подсобные помещения и фирменный магазин ООО "Валтекс-маркетинг Плюс". Производит войлок, войлочные изделия, а также потребительские товары (одеяла, спальные мешки, матрасы и подушки с наполнителем из шерсти).